# Unity Dow
Unity Dow (Bechuanalandia, 23 de abril de 1959) es una política, abogada, jueza, escritora activista por los derechos de las mujeres y los derechos humanos de Botsuana en el ámbito nacional e internacional. Desde 2018 es la ministra de Asuntos Exteriores y Cooperación Internacional de Botsuana.
Fue la primera jueza en la Corte Suprema. Ha sido Comisionada de la Comisión Internacional de Juristas. En 2012 fue designada por el Consejo de Derechos Humanos de Naciones Unidas como experta independiente para llevar a cabo una misión de investigación sobre cómo los asentamientos de Israel en Cisjordania afectan a la población palestina. En marzo de 2015 fue nombrada Ministra de Educación y Desarrollo de Habilidades.

## Biografía
Proviene de un entorno rural de valores tradicionales. Su madre no podía leer inglés y en la mayor parte de los casos, las decisiones estaban en manos de los hombres. Creció en Botsuana y a pesar de las duras condiciones y de las objeciones iniciales de su familia decidió estudiar la carrera de derecho siguiendo el consejo de uno de sus profesores. Después de estudiar secundaria se fue Suazilandia para continuar sus estudios. Allí estudió Derecho en la Universidad de Botsuana y Suazilandia, incluyendo dos años en la Universidad de Edimburgo en Escocia. Su educación occidental provocó una mezcla de respeto y sospecha.
En 1991, Unity Dow fue cofundadora de la Escuela Primaria Baobab en Gaborone. También fue cofundadora de la primera ONG en Botsuana dedicada al HIV: "Aids Action Trust" y del Proyecto de Investigación Women and Law in Southern Africa (WLSA) Mujeres y Leyes en África Meridional miembro de la red Mujeres Viviendo Bajo Leyes Musulmanas. «Realizamos estudios sobre la manutención de los hijos y cómo la cultura influye en la ley sobre la manutención de los hijos; analizamos el acceso a la propiedad por parte de las mujeres; observamos las ceremonias de viudez y viudez, hasta qué punto fortalecen y socavan a las mujeres", ha explicado sobre el proyecto.
Dow se hizo conocida como abogada a partir de su trabajo en defensa de los derechos de las mujeres. Fue demandante en una causa que permitió que los hijos de mujeres con ciudadanos extranjeros fueran considerados botsuanos. Antes de este caso, de acuerdo a la tradición y a la doctrina, la nacionalidad era transmitida por el padre. Más tarde se convirtió en la primera mujer en integrar el Tribunal Supremo de Botsuana.
Desde 2005, Unity Dow fue miembro de la misión de Naciones Unidas en Sierra Leona designada para verificar el respeto de las normas internacionales de derechos humanos de las mujeres. El 13 de diciembre de 2006 fue uno de los tres jueces que falló a favor de la restitución de tierras ancestrales a la población nativa bosquimana.
Unity Dow fue invitada por el gobierno de Ruanda y las Naciones Unidas a formar parte de una misión especial a fin de revisar la preparación de los funcionarios judiciales de Ruanda para hacer frente a los casos del genocidio de 1994.
En 2009 Dow fue profesora visitante en la Escuela de Leyes de la Universidad de Columbia, Nueva York, y en la Universidad de Cincinnati, en Ohio.
Tras retirarse del Tribunal Supremo en 2009, fundó el estudio legal "Dow & Associates" en Botsuana en febrero de 2010. El 14 de julio de ese año, fue galardonada con la Medalla francesa de la Legión de Honor, por representantes del presidente francés Nicolas Sarkozy, debido a su trayectoria en defensa de los derechos humanos.
El 6 de julio de 2012, Unity Dow fue designada por el Consejo de Derechos Humanos de las Naciones Unidascomo uno de los tres expertos independientes para una misión de reconocimiento acerca del impacto de los asentamientos israelíes en Cisjordania sobre los palestinos. Una versión preliminar del informe publicado el 13 de enero de 2013 generó una intensa discusión.
En 2013, Dow decidió participar en política, y el 28 de octubre de 2014 fue designada por el presidente Ian Khama como miembro especial del Parlamento, cargo que fue confirmado más tarde por el 11.º Parlamento de Botsuana. El 1° de marzo de 2015 fue designada Ministra de Educación y Desarrollo de Capacidades del gobierno de Botsuana.
El 14 de noviembre de 2014, Dow representó a la LEGABIBO (Asociación de Gays, Lesbianas y Bisexuales de Botsuana) en un juicio contra el Estado a fin de que le permitieran registrar la institución. Previamente la solicitud había sido rechazada con el argumento de ser inconstitucional.
El 20 de junio de 2018 asumió el Ministerio de Asuntos Exteriores y Cooperación sucediendo a Vincent Tina Seretse. 

### Novelista
Como novelista, Dow publicó cinco libros. Su obra suele abordar la tensión entre los valores tradicionales y los valores occidentales. También abordan tópicos tales como problemática de género y pobreza. Unity Dow contribuyó al libro "Schicksal Afrika" ("Destino África") del expresidente alemán Horst Köhler en 2009. En mayo de 2010, Harvard Press publicó su último libro, "Saturday is for Funerals" que describe el problema del sida en África.

## Vida personal
Casada con Peter Nathan Dow, ciudadano estadounidense tienen dos hijos nacidos en 1985 y 1987 a los que se les denegó la ciudadanía de Botsuana porque el padre no era ciudadano de Botsuana.